# Pharsalia nicobarica
Pharsalia nicobarica là một loài bọ cánh cứng trong họ Cerambycidae.